# Venatio

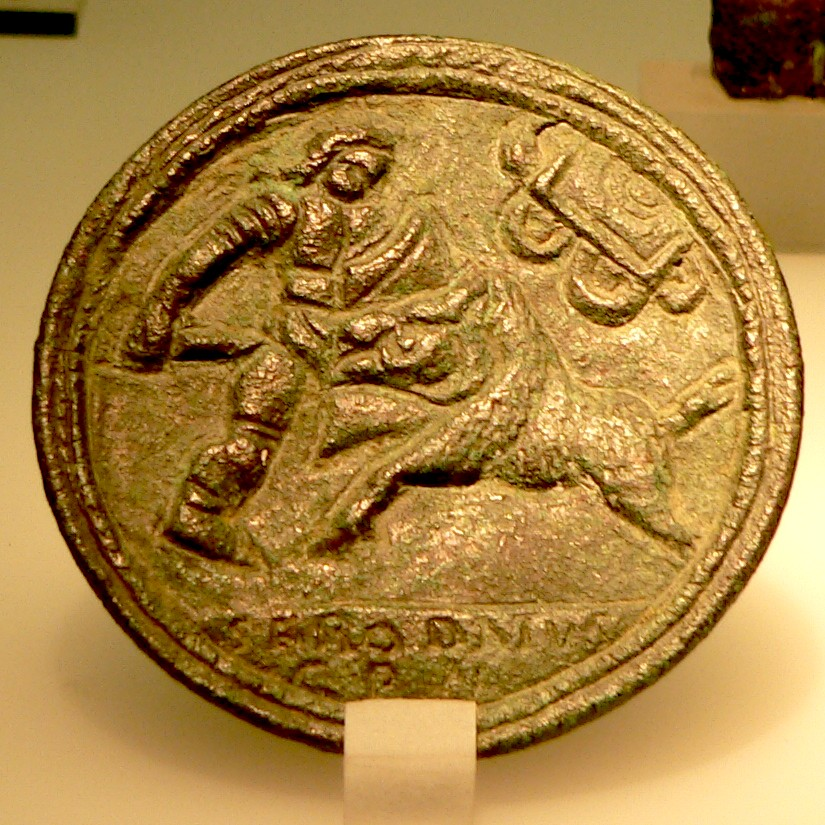
Kontorniat z brązu ze sceną venatio: mężczyzna walczący z dzikiem

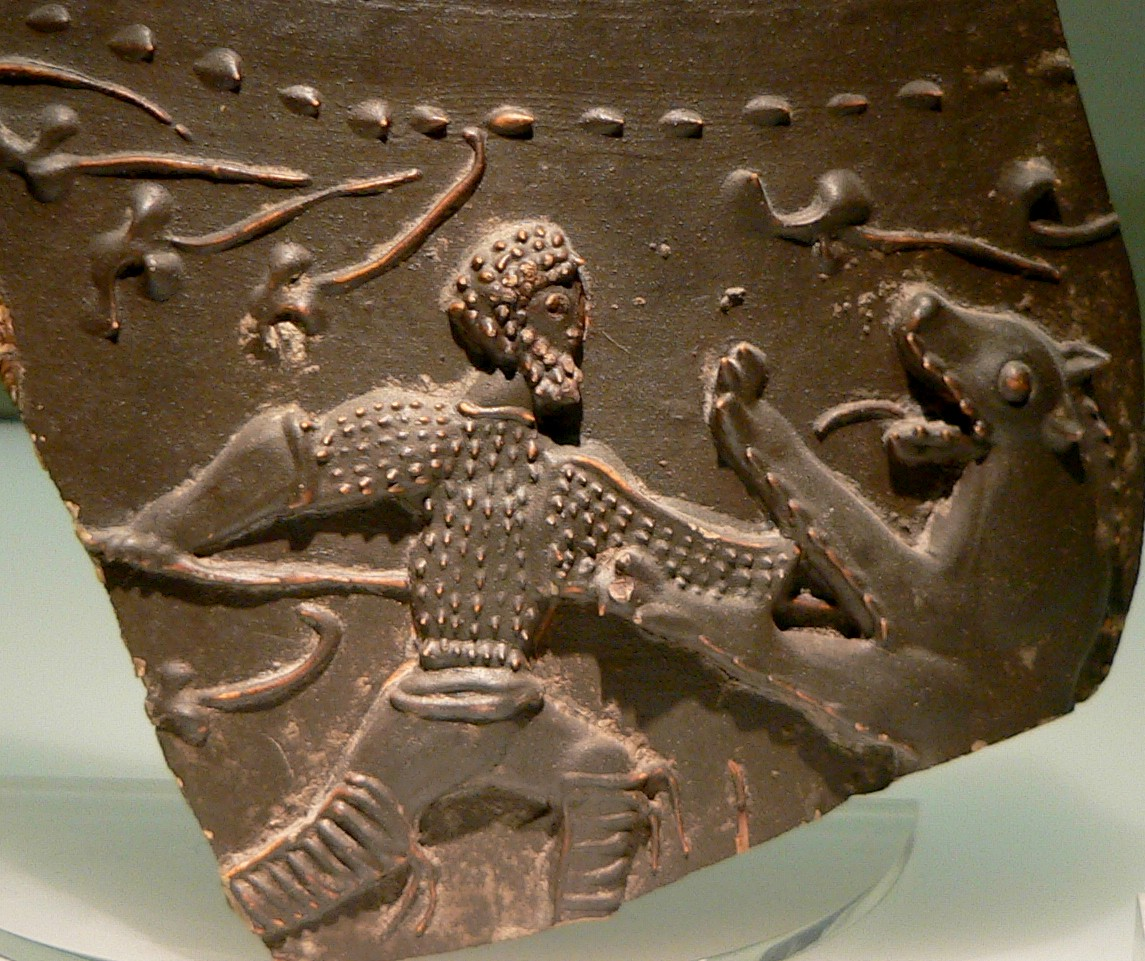
Venatio – walka z niedźwiedziem

Venatio (łac. polowanie, łowy; l.mn. venationes) – rodzaj publicznego widowiska organizowanego w rzymskich amfiteatrach, polegającego na walkach zwierząt lub ludzi ze zwierzętami.
Pierwszym organizatorem takiego widowiska był Marcus Fulwius Nobilior, który w ten sposób uświetnił swoje sukcesy militarne odniesione w działaniach zbrojnych przeciwko Związkowi Etolskiemu.
Venationes odbywały się w godzinach porannych, poprzedzając główną atrakcję dnia, jaką były popołudniowe pojedynki gladiatorów. Organizowano je m.in. na Forum Romanum, w Saepta Julia oraz w Circus Maximus, choć żadne z tych miejsc nie zapewniało widzom pełnej ochrony przed dzikimi zwierzętami. W celu zapobieżenia ich ucieczce stosowano specjalne środki ostrożności – montowano barierki i kopano rowy.
Walki gladiatorów ze zwierzętami nadzorowali wyspecjalizowani trenerzy (tzw. bestiarii), zrzeszeni w osobnej organizacji i odpowiedzialni za przebieg widowiska. W trakcie jednego dnia mogło zginąć nawet tysiąc dzikich zwierząt. Podczas igrzysk zorganizowanych przez cesarza Trajana z okazji objęcia władzy zabito ich około dziewięciu tysięcy.
Dzikie drapieżniki sprowadzano do Rzymu z całego terytorium Cesarstwa Rzymskiego. Najczęściej były to lwy, tygrysy, słonie, niedźwiedzie, jelenie, dzikie kozy, psy oraz wielbłądy. Niektóre zwierzęta były tresowane, by zamiast walczyć, prezentować sztuczki. Najpopularniejszym gatunkiem, ze względu na swoją dzikość, był lew. Juliusz Cezar podczas widowisk w Circus Maximus wykorzystał 400 lwów sprowadzonych głównie z północnej Afryki i Syrii. Obecność egzotycznych zwierząt zwiększała atrakcyjność spektakli.
Symbolika lwa jako uosobienia dzikości występowała także poza areną – rzeźby przedstawiające lwa pożerającego ofiarę umieszczano na nagrobkach.
Pozyskiwanie zwierząt z odległych rejonów imperium było oznaką bogactwa i prestiżu cesarza, a także dowodem zwierzchnictwa imperium nad światem ludzi i zwierząt. Dla wielu Rzymian widowiska te stanowiły wyjątkową okazję do zobaczenia egzotycznych gatunków. Zwierzęta przeznaczone do pokazów przetrzymywano w specjalnym zwierzyńcu na zadrzewionym wzgórzu Celius.